# Kūseh Raz
Kūseh Raz (persiska: كوسه رز) är en ort i Iran.   Den ligger i provinsen Mazandaran, i den norra delen av landet, 120 km nordost om huvudstaden Teheran. Kūseh Raz ligger 6 meter över havet och antalet invånare är 591.
Terrängen runt Kūseh Raz är platt. Runt Kūseh Raz är det ganska tätbefolkat, med 149 invånare per kvadratkilometer. Närmaste större samhälle är Āmol, 11,0 km sydost om Kūseh Raz. Trakten runt Kūseh Raz består till största delen av jordbruksmark.